# Pflanzensoziologische Tabelle
In einer Pflanzensoziologischen Tabelle werden Vegetationsaufnahmen tabellarisch zusammengestellt. Sie ist das deskriptive, komparative und synthetische Arbeitsinstrument der Pflanzensoziologie, mit dem der Vergleich der Vegetation, die über Vegetationsaufnahmen abgebildet vorliegt, durchgeführt wird, um Pflanzengesellschaften und höhere pflanzensoziologische Einheiten herauszuarbeiten.

## Vegetationsabbildung
Die Vegetation wird über die am Bestandsaufbau beteiligten Arten bestimmt. Diese bilden wiederum identifizierbare Merkmale, mit denen sie Vegetationsbestände charakterisieren können. Die realen Vegetationsbestände werden mittels pflanzensoziologischer Vegetationsaufnahmen abgebildet. Vegetationsaufnahmen bestehen aus einer Liste mit den vorgefundenen Arten, die mit Angaben zu Deckung und Soziabilität versehen sind. Liegt eine ausreichende Anzahl an Vegetationsaufnahmen vor, dann können sie in eine pflanzensoziologische Gesellschaftstabelle eingetragen werden, um die Vegetationsaufnahmen zu vergleichen.

## Gesellschaftstabelle

### Aufbau der Tabelle
Die Tabelle ermöglicht einen Vergleich der Merkmalskombinationen, also der am Bestandsaufbau beteiligten Arten. Die Tabelle besteht aus einem Tabellen-Kopf, der die oberen Zeilen umfasst mit Angaben zu Aufnahmecode, Deckung, Artenzahl etc. und einem Tabellen-Feld, in das die Angaben zu den Arten, die am linken Tabellenrand gelistet sind, eingetragen werden.

### Rohtabelle
Zuerst wird eine Rohtabelle erstellt, in die alle Vegetationsaufnahmen eingetragen werden. Die Rohtabelle ist ungeordnet und folgt in ihren Bild der Reihenfolge, in der die Aufnahmen eingetragen werden. Um die Rohtabelle grob zu ordnen, wird die Reihenfolge der Arten, nachdem alle Aufnahmen eingetragen sind, nach der Häufigkeit ihres Vorkommens absteigend geordnet. Das heißt, dass die Arten, die in den meisten Vegetationsaufnahmen vertreten sind, oben zu stehen kommen und die Arten, die nur selten vorkommen, im unteren Tabellenabschnitt gelistet werden. Die Häufigkeit einer Art in der Tabelle bezeichnet man als Stetigkeit. Aus den Arten mittlerer Stetigkeit, in der Regel Arten, die in 60 % bis 20 % der Aufnahmen vertreten sind, wird dann die Teiltabelle erstellt, um die Aufnahmen leicht ordnen zu können.

### Teiltabelle
Die Teiltabelle umfasst alle Vegetationsaufnahmen aber nur noch wenige Arten und bildet das zentrale Instrument der eigentlichen pflanzensoziologischen Tabellenarbeit. Nun werden die Arten (in den waagerechten Zeilen) und die Vegetationsaufnahmen (in den senkrechten Spalten) so geordnet, dass nach wiederholten Umstellungen allmählich Typen gleicher Artenkombination herausgestellt werden. Da sich das Tabellenbild bei jeder Umstellung der Tabelle ändert und bestimmte Aufnahmen und Arten zueinanderfinden, bezeichnete der Altmeister der Pflanzensoziologie Reinhold Tüxen diese Typisierung der Vegetation nach Artengarnitur  als Kristallisation von Pflanzengesellschaften. Die pflanzensoziologische Tabellenarbeit ist nicht sehr kompliziert, wenn man es kann, nichtsdestoweniger ist sie anspruchsvoll auch für den darin geübten Pflanzensoziologen.

### Reintabelle
Sobald die Teiltabelle soweit geordnet ist, dass die Vegetationseinheiten klar abgegrenzt und floristisch beschreibbar sind, wird aus der Teiltabelle die Reintabelle erstellt. Die Reintabelle umfasst wieder alle Arten aus der Rohtabelle, nur in geänderter Reihenfolge der Arten und Anordnung der Vegetationsaufnahmen. Mit Hilfe von Spalten und Kästchen, die Artengruppen markieren, werden die Vegetationseinheiten deutlich hervorgehoben.

## Synthetische Tabelle
Die Synthetische Tabelle reduziert die Pflanzengesellschaften aus der Gesellschaftstabelle auf zusammengefasste Angaben zur Stetigkeit der an der Pflanzengesellschaft beteiligten Arten. Damit werden mehrere Vegetationsaufnahmen zu einer synthetisierten Pflanzengesellschaft zusammengefasst, was eine Übersicht über die soziologische Verwandtschaft von Pflanzengesellschaften ermöglicht. Synthetische Übersichtstabellen versammeln viele Gesellschaftstabellen und können dadurch bis zu mehreren tausend Vegetationsaufnahmen umfassen und als Typus vergleichen. Mit dieser Reduktion von Vegetationsaufnahmen zu synthetischen Typen geht ein Informationsverlust in Bezug auf Deckung und Soziabilität der beteiligten Arten einher.
Die synthetisierten Typen werden über die Stetigkeit der beteiligten Arten aus den Gesellschaftstabellen erstellt. Dazu ist es notwendig, die Stetigkeit der Arten zu berechnen und in Stetigkeitsklassen zu überführen. Das ist recht einfach. Zuerst wird die Anzahl der Vegetationsaufnahmen, die zu einer Pflanzengesellschaft gehören, ausgezählt und dann wird die Häufigkeit der einzelnen Arten ausgezählt und schließlich der Anteil der Häufigkeit der einzelnen Arten an der Anzahl der Vegetationsaufnahmen errechnet und in einem Prozentwert ausgedrückt. Letztlich wird der prozentuale Anteil einer Stetigkeitsklasse, die in römischen Zahlen ausgedrückt wird, zugeordnet und diese in die synthetische Tabelle eingetragen.

### Stetigkeitsklassen
| Symbol | Stetigkeit       |
| ------ | ---------------- |
| r      | nur einmal       |
| +      | mehrmals bis 5 % |
| I      | 5 % bis 20 %     |
| II     | 21 % bis 40 %    |
| III    | 41 % bis 60 %    |
| IV     | 61 % bis 80 %    |
| V      | 81 % bis 100 %   |

## Zitate
- "Die Tabelle bleibt der 'Prüfstein für den jungen', aber auch für den alten 'Soziologen', um einen Ausspruch von Braun-Blanquet in leicht abgewandelter Form zu wiederholen" (Tüxen, 1974: 6).